# Michael B. Jordan
Michael Bakari Jordan, född 9 februari 1987 i Santa Ana i Kalifornien, är en amerikansk skådespelare.
På TV har han spelat Vince Howard i Friday Night Lights, Wallace i The Wire, Reggie Montgomery i All My Children och Alex i Parenthood. På film har han spelat Oscar Grant i den kritikerrosade filmen Fruitvale Station, Human Torch i Fantastic Four och Adonis Creed i Creed som ingår i filmserien Rocky. Andra filmroller inkluderar Red Tails, Chronicle och That Awkward Moment.

## Filmografi

### Filmer
| År   | Titel                                  | Roll                          | Noter    |
| ---- | -------------------------------------- | ----------------------------- | -------- |
| 1999 | Black and White                        | Tonåring                      |          |
| 2001 | Hardball                               | Jamal                         |          |
| 2007 | Blackout                               | C.J.                          |          |
| 2009 | Pastor Brown                           | Tariq Brown                   |          |
| 2012 | Red Tails                              | Maurice 'Bumps' Wilson        |          |
| 2012 | Chronicle                              | Steve Montgomery              |          |
| 2013 | Last Stop Fruitvale Station            | Oscar Grant                   |          |
| 2013 | Justice League: The Flashpoint Paradox | Victor Stone / Cyborg         | Röstroll |
| 2014 | That Awkward Moment                    | Mikey                         |          |
| 2015 | Fantastic Four                         | Johnny Storm / Human Torch    |          |
| 2015 | Creed                                  | Adonis "Donnie" Johnson Creed |          |
| 2018 | Black Panther                          | Erik Killmonger               |          |
| 2018 | Fahrenheit 451                         | Guy Montag                    |          |
| 2018 | Creed II                               | Adonis "Donnie" Johnson Creed |          |
| 2023 | Creed III                              | Adonis "Donnie" Johnson Creed |          |

### TV
| År      | Titel                          | Roll                     | Noter                               |
| ------- | ------------------------------ | ------------------------ | ----------------------------------- |
| 1999    | Sopranos                       | Rideland Kid             | Avsnitt "Down Neck"                 |
| 1999    | Cosby                          | Mike                     | Avsnitt: "The Vesey Method"         |
| 2002    | The Wire                       | Wallace                  | 11 avsnitt                          |
| 2003–06 | All My Children                | Reggie Porter Montgomery |                                     |
| 2006    | CSI: Crime Scene Investigation | Morris                   | Avsnitt: "Poppin' Tags"             |
| 2006    | Brottskod: Försvunnen          | Jesse Lewis              | Avsnitt: "The Calm Before"          |
| 2007    | Cold Case                      | Michael Carter           | Avsnitt: "Wunderkind"               |
| 2009    | Burn Notice                    | Corey Jensen             | Avsnitt: "Hot Spot"                 |
| 2009    | Bones                          | Perry Wilson             | Avsnitt: "The Plain in the Prodigy" |
| 2009    | The Assistants                 | Nate Warren              | 13 avsnitt                          |
| 2009–11 | Friday Night Lights            | Vince Howard             | 26 avsnitt                          |
| 2010    | Law & Order: Criminal Intent   | Danny Ford               | Avsnitt: "Inhumane Society"         |
| 2010    | Lie to Me                      | Key                      | 2 avsnitt                           |
| 2010–11 | Parenthood                     | Alex                     | 16 avsnitt                          |
| 2012    | House                          | Will Westwood            | Avsnitt: "Love Is Blind"            |
| 2012    | County                         | Travis Hancock           | Pilotavsnitt som aldrig visades     |
| 2014    | Ridiculousness                 | Gästroll                 |                                     |
| 2014    | The Boondocks                  | Pretty Boy Flizzy        | Röstroll                            |
| 2015    | Running Wild with Bear Grylls  | Gästroll                 | Säsong 2, avsnitt 7                 |
| 2019    | Raising Dion                   | Mark Warren              | 4 avsnitt                           |

### Datorspel
| År   | Titel          | Roll                    | Noter    |
| ---- | -------------- | ----------------------- | -------- |
| 2011 | Gears of War 3 | Jace Stratton           | Röstroll |
| 2016 | NBA 2K17       | Justice Young/Sig själv |          |
| 2017 | Wilson's Heart | Kurt Mosby              |          |

## Utmärkelser
| År   | Utmärkelse                                  | Kategori                                                              | Nominerat verk      | Resultat   | ref    |
| ---- | ------------------------------------------- | --------------------------------------------------------------------- | ------------------- | ---------- | ------ |
| 2005 | Soap Opera Digest Award                     | Favorite Teen                                                         | All My Children     | Nominerad  | [ 4 ]  |
| 2005 | NAACP Image Award                           | Outstanding Actor in a Daytime Drama Series                           | All My Children     | Nominerad  | [ 5 ]  |
| 2006 | NAACP Image Award                           | Outstanding Actor in a Daytime Drama Series                           | All My Children     | Nominerad  | [ 6 ]  |
| 2007 | NAACP Image Award                           | Outstanding Actor in a Daytime Drama Series                           | All My Children     | Nominerad  | [ 7 ]  |
| 2008 | NAACP Image Award                           | Outstanding Literary Work - Debut Author                              | "Homeroom Heroes"   | Nominerad  | [ 8 ]  |
| 2011 | EWwy Awards                                 | Best Supporting Actor in a Drama                                      | Friday Night Lights | Nominerad  | [ 9 ]  |
| 2013 | Detroit Film Critics Society                | Best Breakthrough                                                     | Fruitvale Station   | Nominerad  | [ 10 ] |
| 2013 | Hollywood Film Awards                       | Hollywood Spotlight Award                                             | Fruitvale Station   | Vann       | [ 11 ] |
| 2013 | Gotham Awards                               | Breakthrough Actor                                                    | Fruitvale Station   | Vann       | [ 12 ] |
| 2013 | National Board of Review of Motion Pictures | Breakthrough Actor                                                    | Fruitvale Station   | Vann       | [ 13 ] |
| 2013 | Phoenix Film Critics Society                | Breakthrough Performance on Camera                                    | Fruitvale Station   | Nominerad  | [ 14 ] |
| 2013 | Satellite Awards                            | Breakthrough Award Performance                                        | Fruitvale Station   | Vann       | [ 15 ] |
| 2013 | Santa Barbara International Film Festival   | Virtuoso Award                                                        | Fruitvale Station   | Vann       | [ 16 ] |
| 2013 | St. Louis Gateway Film Critics Association  | Best Actor                                                            | Fruitvale Station   | Nominerad  | [ 17 ] |
| 2014 | Independent Spirit Awards                   | Best Male Lead                                                        | Fruitvale Station   | Nominerad  | [ 18 ] |
| 2014 | Black Reel Awards                           | Outstanding Actor                                                     | Fruitvale Station   | Nominerad  | [ 19 ] |
| 2014 | NAACP Image Award                           | Outstanding Actor in a Motion Picture                                 | Fruitvale Station   | Nominerad  | [ 20 ] |
| 2015 | African-American Film Critics Association   | Breakout Performance                                                  | Creed               | Vann       |        |
| 2015 | Boston Online Film Critics Association      | Best Actor                                                            | Creed               | Vann       |        |
| 2015 | Online Film Critics Society                 | Best Actor                                                            | Creed               | Nominerad  |        |
| 2015 | Austin Film Critics Association             | Best Actor                                                            | Creed               | Ej avgjort | [ 21 ] |
| 2015 | Las Vegas Film Critics Society              | Best Actor                                                            | Creed               | Ej avgjort |        |
| 2015 | NAACP Image Awards                          | Outstanding Actor in a Motion Picture                                 | Creed               | Vann       |        |
| 2015 | National Society of Film Critics            | Best Actor                                                            | Creed               | Vann       |        |
| 2015 | Empire Awards                               | Best Actor                                                            | Creed               | Ej avgjort | [ 22 ] |
| 2015 | Golden Raspberry Awards                     | Worst Screen Combo (delad med Kate Mara, Miles Teller och Jamie Bell) | Fantastic Four      | Nominerad  |        |